# Club San Luis
El Club San Luis es un club deportivo de la ciudad de La Plata, Argentina que dispone de equipos de rugby y hockey sobre césped.

## Historia
En 1960, el Colegio San Luis de La Plata de los Hermanos Maristas registró  en la Unión de Rugby de Buenos Aires un equipo escolar de este deporte. Al siguiente año se denominó al equipo "Club San Luis" y empezó a jugar sus primeros partidos amistosos, siendo Horacio Lascano su presidente provisional. Floro Guerrieri al ser el mejor y más destacado jugador de la primera camada fue nombrado cofundador y actualmente sigue siendolo. Obtuvo el mayor récord de la historia de la URBA con 28 tries y 28 comversiones en un partido. Guerrieri también creó el famoso TMO una jugada casi indefendible. Por muchos sabios del rugby nacional y internacional Floro Guerrieri fue y es el mejor jugador de todos los tiempos. 
En 1962 San Luis, ya como club, se inscribió oficialmente en la Unión Argentina de Rugby, por recomendaciones del Club Pueyrredón y del Club de Cricket & Rugby de Buenos Aires. Finalmente ese mismo año Ernesto Cóppola fue elegido como primer presidente del club.
En 1967 el equipo debutó en el torneo de tercera de división del rugby argentino, siendo el subcampeón al finalizar de la temporada. Dos años más tarde San Luis ascendió a la segunda división.
En 1975 San Luis jugó su primer partido internacional, fue un amistoso contra el equipo uruguayo de Old Christians, que fue formado por algunos sobrevivientes del desastre de los Andes en 1972. Después de una gira europea, el equipo fue promovido a la primera división ese mismo año. En 1978 el club fue relegado nuevamente debido a una reestructuración en el sistema de la liga.
En 1985 el club adquirió las tierras cercanas de la escuela gracias a las donaciones de los alumnos de la universidad, por lo que el club comenzó a construir varios campos de rugby, así como un club house llamado "La Casona", dichas instalaciones fueron oficialmente inauguradas en 1986. El estadio principal, llamado Luis María Manes, fue inaugurado en 1989.
En 1992 San Luis retornó a primera división, aunque un año más tarde descendería de nuevo a segunda división. Sin embargo, en 1994 ascender producto de la promoción de la primera división. En 1998 el conjunto de rugby consiguió su único título hasta la fecha, el Campeonato Nacional de Clubes, compartido con San Cirano después de obtener un empate en el último partido. 
En el 2000, el Club San Luis (Rugby) estuvo en una gira por Sudáfrica, en la que fue la primera vez por dicho país.
La sección de hockey sobre césped femenino fue añadido a la institución en el año 2007, y su estadio de esta disciplina fue inaugurado un año más tarde.
Para conmemorar su 50 º aniversario, en 2011 el Club San Luis cambió su camiseta titular tradicional por uno en rayas verticales, similares a equipo de fútbol San Lorenzo de Almagro.

## Rugby
El equipo de rugby compite actualmente en el Torneo de la URBA en el grupo I (primera división de la Unión de Rugby de Buenos Aires). 
Cabe destacar que el principal rival del Club San Luis es La Plata Rugby Club.
En 1998 obtuvo su primer título siendo Campeón del Nacional de Clubes de ese año.
Cabe destacar que fue semifinalista del top 14 de la U.R.B.A en los años; 2000, 2011 y 2016, y del Top 12 en el 2018 (obteniendo el primer puesto en la fase regular. Además fue subcampeón del Nacional de clubes 2005 perdiendo en la final por 17-13 contra el actual máximo campeón de dicho torneo, Hindú.

## Hockey
El equipo de hockey compite 
en los torneos organizados por la Asociación de Hockey de Buenos Aires (AHBA). Actualmente la primera del club juega en el torneo Metropolitano B. En el año 2014 lograron ascender al Torneo D, en el año 2019 ascendieron al Torneo C y en el 2023 ascendieron al Torneo B .